# Aureng-Zebe
Aureng-Zebe est une tragédie et un drame héroïque en cinq actes de l’écrivain anglais John Dryden, rédigé en vers. La pièce fut mise en scène pour la première fois en 1675, avant d’être publiée en 1676. Elle rapporte les aventures héroïques d’Aureng-Zeb (Aureng-zebe), empereur moghol, et s’inspire de l’Histoire de la dernière révolution des États du Grand Mogol de François Bernier (1670).
À la suite de son détrônement, l’ex-empereur moghol et son fils Morat tentent de secourir la reine Indamora, qu’Aureng-Zeb détient auprès de lui et ambitionne d’épouser. Le courage et la détermination d’Aureng-Zeb lui permettent cependant de contrer cette menace.
La pièce est caractéristique des drames héroïques de la littérature de la Restauration anglaise : elle conte les actes d’un homme au caractère déterminé, dont les qualités physiques et intellectuelles font naturellement un chef.